# 미즈키 이치로
미즈키 이치로(일본어: 水木 一郎)라는 예명으로 불리는 하야카와 토시오(일본어: 早川 俊夫, 1948년 1월 7일~2022년 12월 6일)는 일본의 가수, 작사가, 작곡가, 성우, 배우이다. 1970년대부터 일본의 애니송 가수로 활동했으며 '마츠모토 시게유키', '야마모토 이치로', '미즈킹' 등의 여러 예명으로 활동했다.

## 생애
도쿄도 출신이다. 1968년에 《너에게 바치는 나의 노래》(君にささげる僕の歌)리는 곡으로 데뷔했지만, 레코드 판매량이 그리 많지 않아 잠시 가수를 그만두었다가, 호리에 미츠코의 담당이었던 키무라 디렉터의 권유로, 애니메이션 송을 노래하기 시작하여 애니송 가수로 첫발을 내딛게 된다. 애니메이션 송 데뷔곡은 1971년 방송된 《원시소년 류》의 오프닝 테마 《원시소년 류가 간다》(原始少年リュウが行く)였다. 이후 《초인 바롬 1》 《변신닌자 아라시》 《마징가Z》(1972년), 《바벨 2세》 《로봇 형사》(1973년), 《가면 라이더 X》 《그레이트 마징가》 《힘내라!! 로보콘》(1974년), 《가면 라이더 스트롱거》 《우주의 기사 테카맨》 《강철 지그》 《아크마이저 3》(1975년), 《초전자로보 콤바트라V》(1976년) 등, 다수 애니메이션 및 특촬물의 주제가, 삽입곡들을 불렀다.
1970년대부터 1980년대에 걸쳐, 남성 애니메이션 가수로서 애니메이션이냐 실사물이냐에 관계 없이 사사키 이사오(佐々木功)나 시몬 마사토 등과 함께 대부분의 주제가, 삽입곡, 엔딩곡을 노래했다고 말할 수 있을 정도로 지명도가 있었다.
당시 애니메이션 송이 5만 장 정도 팔리면 히트물로 취급되었는데, 그의 애니메이션 송은 평균 10만 장 정도 팔렸으며, 1972년, 《마징가Z》의 주제가 음반은 70만 장이 판매되었다. 1978년 《캡틴 하록》의 주제가 앨범은 초판이 15만 장 팔렸는데, 이는 당시 애니메이션 송으로는 경이로운 판매 수치였다. 계속해서 동년 4월에 출시된 《캡틴 하록》테마 송에서는 이례적으로 68명의 교향악단이 동원되었다. 1982년에는 레코드 등의 총 판매량이 700만매 이상이라고 하는 기록을 수립하면서 당시 《애니메이션 송의 제왕》으로 불렸으며(덧붙여서 《애니메이션 송의 여왕》은 호리에 미츠코), 《애니메이션 송》의 약칭인 《애니송》과 앞에서 서술한 그의 애칭 《아니키》를 합친 《아니존》이라고 하는 CD도 발표했다. 그러나 시몬 마사토, 사사키 이사오, 호리에 미츠코, 미즈키 이치로의 4명 중에서, 유일하게 미즈키만 밀리언 셀러를 내지 못했다.
애니메탈 등을 통해, 1960년대 후반부터 1980년대를 중심으로 한 왕년의 애니메이션 송(애니송)이 재주목받기 시작한 것이 계기가 되어, 1990년대 즈음부터 "21세기에 한때의 애니송을 노래해 잇는다."라는 슬로건 아래 호리에 미츠코, 카게야마 히로노부, 사사키 이사오 등과 함께 콘서트를 계속 개최했으며, 옛 로봇 애니메이션이나 SF애니메이션의 주제가를 중심으로 노래하고 있다.
당시, 애니메이션 뿐만이 아니라, 자신의 가수로서의 원점이기도 한 아메리칸 팝스도 불렀다. 후에 그것을 안 히라오 마사아키가 라디오 프로그램에 나올 것을 요청해, 그가 진행하는 프로그램에서 oldies를 노래한 적도 있다. 또, 애니메이션 관련 일은 아니지만, 1976년 4월 - 1979년 3월에는 NHK의 어린이 프로그램 《오카아산토잇쇼》에서 노래 형님으로 근무한 적도 있다.
1983년 1월에는 1982년 공개된 "로만틱아게인"(Romantic Again, 코믹 《에로이카의 사랑을 담아서》이미지 송)로 콜럼비아 골든 디스크상과 골든 LP테이프상을 수상하였다.
1986년 4월부터 1987년 3월까지 방송한 도에이의 메탈 히어로 특수촬영물 《시공전사 스필반》에서 주제가를 노래하는 것과 동시에 주인공인 스필반의 부친인 "벤 박사"를 연기하였다.
"샤우팅"계 애니메이션 송이 주목을 받아, 미즈키 이치로의 첫 베스트 앨범 《OTAKEBI 방문! 외치는 남자 미즈키 이치로 베스트》(OTAKEBI参上! 吠える男 水木一郎ベスト)를 1989년 6월에 공개했다. 코사카이 카즈키, 세키네 츠토무 두사람의 라디오 프로그램 "코사킨 무리하게100%"를 시작으로, 미즈키 이치로의 "샤우팅" 붐은 한층 더 퍼지게 되었다. 1990년 5월에는 새로운 앨범 《미즈키 이치로 OTAKEBI2》(水木一郎OTAKEBI2)를 공개하였으며, 이 앨범에서는 향수를 불러일으키는 애니메이션 및 특수촬영물의 주제가를 수록했다. 동년의 11월에는 그 중에서 애니송 17곡 메들리 《그리운 히어로~I'll Never Forget You!~》을 싱글 컷 발매하였다. 또, 1990년 9월 1일부터 1992년 8월 21일에 걸쳐 《미즈키 이치로 대전집》(水木一郎大全集)Vol.1-5를 발매하는 등, 수많은 작품집을 발표. 이후, 1992년에 24곡 메들리 《그리운 히어로 PartII~We'll Be Together Forever!~》, 1994년에 청춘 드라마 주제가 메들리 《SEISHUN FOR YOU~청춘의 노래~》를 발표했다.
일본의 애니메이션은 해외에서도 인기가 높고, 근래에는 일본어 그대로 부르는 애니메이션 송도 많기 때문에, 해외에서 열리는 콘서트에도 가고 있다. 또, 노모 히데오, 후쿠오카 다이에 호크스, 주니치 드래건스의 응원가도 노래하고 있다.
새로운 비약을 위해서 1997년 3월을 말일로서 일본 콜럼비아와의 전속 계약을 해지하면서 프리랜서가 된다. 동시에 프리랜서 선언 후 첫 앨범 《슈퍼 로봇 대전 보컬 콜렉션》(퍼스트 스마일 엔터테인먼트)이 오리콘 23위를 기록하였다. 동년 4월에는 애니메이션 송을 21세기에 남겨야 한다는 생각 아래 미즈키 이치로를 필두로 일본의 애니메이션 송 계를 담당해 온 가수들이 아카사카 BLITZ에 집결하였다.
게임 소프트 《슈퍼 로봇 대전 시리즈》의 팬이자 헤비 플레이어로 유명하다. 신작 소프트의 발매 후에는 게임 잡지에 칼럼을 집필하는 일을 한 적도 있다. 플레이 시에 주로 사용하는 로봇은 자신이 주제가를 노래한 작품의 로봇인 슈퍼 로봇이 대부분이다. 《제3차 슈퍼 로봇 대전α 종언의 은하로》에서는, 모든 로봇의 BGM를 《마징카이저》로 설정해 플레이하고 있었다고 한다. 또한 《제3차 슈퍼 로봇 대전α》에서는 최종 보스인 《케이사르 에페스》의 소리를 스스로 담당하고 있다. 이것이 바탕이 되어 2007년에 출시된 '슈퍼로봇 대전 스크램블 코맨더 - the 2nd'의 CM에 모델로 나오기도 했으며 최신작인 《슈퍼 로봇 대전 Z》에도 그의 목소리를 들을 수 있다.
1998년 4월에는 분카 방송의 라디오 프로그램 《라디오 슈퍼 로봇 스피리츠》방송 개시. 퍼스낼러티를 맡는다.
1999년 8월 30일부터 31일에 걸쳐, 애니송 프로그램 《쾌진격 TV우타에몽》의 기획으로서, 야마나시 현의 가와구치코 스테라 씨어터에서 〈24시간 1000곡 라이브〉를 완수했다. 당시 생방송 종반까지 변함없는 소리의 영향에 "정말로 24시간 계속 노래했는가"를 묻는 전화가 프로그램에게 쇄도했다고 하는 일화가 있다.
2000년 7월 17일에 카게야마 히로노부, 엔도 마사아키, 사카모토 에이조, 마츠모토 리카와 함께, 애니송 유닛 JAM Project에 참가하고 있었지만, 자신의 바쁜 스케줄로부터 참가가 어려워져, 2002년 8월에〈비상근〉멤버로의 전직할 것을 선언하였다.
2001년 2월 2일에는 〈홍콩 캐릭터 진열장 2001〉이라고 하는 라이브를 펼쳤다. 패션잡지, 예능잡지 등 장르를 불문하고 많은 매체로 기사가 짜여져, 현지에서의 관심의 깊이를 알게 된다.
동년 10월에는 테레비 아사히의 프로그램 《투 나이트 2》에 출연하여, 〈우리들의 아니키 미즈키 이치로의 영혼!!〉이라는 대특집에서, 통상의 2배의 시청률을 기록했으며, 또한 NHK의 소년 드라마 《요리소년 K타로》에 동시 출연하여 극중에서도 오페레타를 방불케하는 대열창을 보여주었다. 프로그램 주제가의 〈열, 괴로운 거야〉(熱くるしいぜ)를 11월에 발표하였다. 애니송 데뷔 30주년 기념 앨범 《아니키 자신》(アニキ自身)과 동시 발매되었다.
2002년 3월에는 텔레비 아사히의 프로그램 《테츠코의 방》에 2번째로 출연하였다. 동월에 미즈키 버전으로 수록 한 주니치 드래건스의 응원가 〈타올라라 드래건스!〉(燃えよドラゴンズ!)가 개막과 함께 나고야 돔에서 흐른다. 동년 6월에는 나고야 돔에서 시구식을 실시해, 스탠드의 관객과 함께 〈타올라라 드래건스!〉을 대합창하였다.
2007년 7월 21일에는 도에이의 오리지널 특수촬영 비디오 《초닌자대 이나즈마!! SPARK》를 발표하였다. 오리지널 사운드 트랙으로서는 동월 18일에 발매하였다. 또한, 극중에 '미즈키 쇼류사이'의 역으로서 출연을 마쳤으며, 《초닌자대 이나즈마! 오에도 MIX》를 열창하였다.
과거에는 더 드리후타즈의 심부름꾼도 경험하고 있었다.
의외로 2007년초에 〈모두의 노래〉와 〈슈퍼 전대 시리즈〉(삽입곡은 그동안 몇 차례 불렀지만 주제가는 처음)의 노래를 불렀으며 국내에서는 2008년 1월, 기타다니 히로시와 함께 공연을 갖기도 했으며, 2008년 1월 6일에는 그의 60번째 생일인 1월 7일 이전에 水木一郎 SUPER LIVE 60(미즈키 이치로 Super Live 60)를 진행, 4시간동안 자신이 지금까지 부른 곡들 중 60곡을 메들리로 불렀으며 같은해 7월 21일에는 그의 데뷔 40주년을 기념하는 水木一郎　デビュー40周年記念ライブ～道～(미즈키 이치로 데뷔 40주년 기념 라이브~길~)이란 콘서트를 가졌다.

## 가수가 되기 전
친가는 레코드 가게를 경영하였으며, 재즈 등 음악을 접할 수 있는 기회가 많았다. 특히 미국의 음악에는 강한 영향을 받고 있었다. 하지만 본인은 당초 "어차피 일본인이니까 만담이나 할까"라고 생각하여 만담가를 목표로 하였으며, 학생시절에는 '만담회'를 열고 있었다고 한다.(도에이 히어로 MAX의 인터뷰에서 참고) 원래부터 애니송을 지망한 것은 아니고 보통 가수로서 나가기 위해 온갖 방향으로 노래를 배웠다. 여담이지만 미즈키 이치로씨는 노인보호센터를 방문해, 기타를 연주하면서 노래를 들려주는 일도 참여하고 있었다.

## 가수 활동

### 싱글
- 너에게 바치는 나의 노래 (君にささげる僕の歌) (1968년 7월, 작사: 니시자와 소, 작곡: 와다 카나에, 편곡: 오니시 오사무) ※미즈키 이치로 데뷔곡
  - B면: 멋진 밤 (素敵な夜) (작사: 니시자와 소, 작 / 편곡: 와다 카나에)
- 아무도 없는 바다 (誰もいない海) (1970년 4월, 작사: 난바 카츠마사, 작곡: 와다 카나에, 편곡: 코타니 미츠루)
  - B면: 별에 기원을 담아 (星に祈りをこめて) (작사 / 작곡: 와다 카나에, 편곡: 코타니 미츠루)
- 그리워서 히어로~I'll Never Forget You!~ (懐かしくってヒーロー~I'll Never Forget You!~) (1990년 11월 21일、기획의『그리워서 히어로』부터)
- 그리워서 히어로 PartII~We'll Be Together Forever!~ (懐かしくってヒーロー・PartII~We'll Be Together Forever!~) (1992년 6월 1일、기획의『그리워서 히어로』부터)
- SEISHUN FOR YOU~청춘의 노래~ (SEISHUN FOR YOU~青春の詩~) (1994년 1월 21일, 오리지널 앨범 《水木一郎●SEISHUN FOR YOU ~青春の詩~》)
- 221B전기 싱글 버전 (221B戦記 シングルバージョン) (1997년 9월 3일, 오리지널 앨범 《筋肉少女帯と水木一郎 / 221B戦記》)
- Golden Rule~너는 아직 지지 않았다!~ (Golden Rule~君はまだ負けてない!~) / 올려봐 봐 밤의 별을 (見上げてごらん夜の星を) (1999년 9월 1일, 오리지널 앨범 《Golden Rule~君はまだ負けてない!~ / 水木一郎》)

### 앨범
- OTAKEBI参上! 吠える男 水木一郎ベスト (1989년 6월 21일, 일본 콜럼비아)
- 水木一郎 OTAKEBI2 (1990년 5월 1일, 일본 콜럼비아)
- 水木一郎 大全集Vol.1 (1990년 9월 1일, 일본 콜럼비아)
- 水木一郎 大全集Vol.2 (1991년 2월 21일, 일본 콜럼비아)
- 水木一郎バラード・コレクション~SASAYAKI~Vol.1 (1991년 4월 21일, 일본 콜럼비아)
- 水木一郎 大全集Vol.3 (1991년 8월 21일, 일본 콜럼비아)
- 水木一郎 大全集Vol.4 (1992년 2월 21일, 일본 콜럼비아)
- 水木一郎 大全集Vol.5 (1992년 8월 21일, 일본 콜럼비아)
- Dear Friend (1993년 4월 21일, 일본 콜럼비아)
- 水木一郎 ベスト＆ベスト (1995년 8월 19일, 일본 콜럼비아)
- ROBONATION 水木一郎スーパーロボットコンプリート (1997년 7월 19일, 일본 콜럼비아)
- 熱風伝説 (1998년 3월 21일, 일본 콜럼비아)
- 熱風外伝 −Romantic Master Pieces− (1999년 1월 30일, 일본 콜럼비아)
- アニキ自身~30th Anniversary BEST~ (2001년 11월 21일, 일본 콜럼비아)
- 水木一郎 ベスト・オブ・アニキング −赤の魂− (2004년 8월 4일, 소니 뮤직 엔타테인먼트)
- 水木一郎 ベスト・オブ・アニキング −青の魂− (2004년 10월 6일, 소니 뮤직 엔타테인먼트)
- スーパーロボット大戦ORIGINAL GENERATION ~15th Anniversary ソングコレクション～ (2006년 8월 11일, 벨우드 레코드, Super Robot 15주년 기념 앨범. 카게야마 히로노부, 호리에 미츠코, MIQ와 함께함)
- Dear Friend～ふたりのアニソン～ (2007년 12월 26일, 일본 콜럼비아, 호리에 미츠코와 함께함)
- 水木一郎デビュー40周年記念 水木一郎ベスト (2008년 2월 27일, 일본 콜럼비아)
- 水木一郎デビュー40周年記念CD-BOX道～road～ (2008년 7월 2일, 일본 콜럼비아, 전곡을 CD 5장에 담음)
- 水木一郎デビュー40周年記念セルフカバーアルバム WAY～GRAND ANIKI STYLE～ (2008년 7월 16일, 소니 뮤직 엔타테인먼트)

## 주요 악곡 작품
1000곡이 넘는 노래 가운데, 특히 대표적인 노래, 또 비교적 최근에 발표된 노래를 소개한다.

### 애니메이션 테마 송
- 《원시소년 류》 (오프닝)
- 《아스트로 강가》 (오프닝)
- 《마징가Z》 (오프닝 / 엔딩)
- 《바벨 2세》 (오프닝 / 엔딩)
- 《사무라이 자이언츠》 (오프닝 / 엔딩) “마츠모토 시게유키(松本茂之)” 명의
- 《겟타 로보》 《평화의 전사들》 (平和の戦士たち) (삽입곡)
- 《그레이트 마징가》 (오프닝 / 엔딩)
- 《우주의 기사 테카맨》 (오프닝 / 엔딩)
- 《강철 지그》 (오프닝 / 엔딩)
- 《머신 하야부사》 (오프닝 / 엔딩)
- 《고왓파5 고담》 (오프닝 / 엔딩)
- 《초전자로보 콤바트라V》 (오프닝 / 엔딩)
- 《마그네로봇 가킹》 (오프닝 / 엔딩)
- 《합신전대 메칸더 로보》 (오프닝 / 엔딩)
- 《초전자머신 볼테스V》 (엔딩)
- 《초인전대 바라타크》 (오프닝)
- 《애로 엠블럼 그랑프리의 매》 (오프닝 / 엔딩)
- 《우주 해적 캡틴 하록》 (오프닝 / 엔딩)
- 《루팡 3세》 《~루팡 3세 사랑의 테마~》 (~ルパン三世愛のテーマ~) (엔딩)
- 《신 거인의 별2》 《마음에 땀을》 (心に汗を) (오프닝)
- 《무의 백경》 (오프닝 / 엔딩)
- 《불타라 아서 백마의 왕자》 《나는 아서》 (おれはアーサー) (오프닝)
- 《무테킹》 (오프닝)
- 《백수왕 고라이온》 (오프닝 / 엔딩)
- 《게임센터 아라시》 (오프닝)
- 《내 청춘의 아르카디아 무한궤도SSX》 (오프닝 / 엔딩)
- 《프로 골퍼 사루》 (오프닝 / 엔딩)
- 《수박머리군》 (오프닝 〈밤의 은기트네과 너구리〉 (夜の銀ギツネとタヌキ) / 하시모토 우시오와 함께 “우시오와 이치로” 명의로)
- 《트랜스포머Z》 (오프닝 / 엔딩)
- 《겟타 로보 고》 (2대째 오프닝 / 2대째 엔딩)
- 《체인지!! 겟타 로보 세계 마지막 날》 (오프닝 〈지금이 그때다〉 (今がその時だ))
- 《마징카이저》 (엔딩 / DVD삽입노래)
- 《진 겟타 로보 대 네오 겟타 로보》 (오프닝, Jam Project 명의로 카게야마 히로노부와 함께 함.)
- 《강철신 지그》(오프닝, 잼 프로젝트 명의로 참가)

### 커머셜 송
- 오토 백스:Go!Go!오토 백스(GO!GO!オートバックス)
- 패밀리 마트: 찢는 와 피자 (さくっとピザ)
- 메이호 그룹: 기다리지 못할 데이 (まちきれないデー)
- 오토 셀렉션 섀도우
- 《초조종 메카 MG》
- 나가노 운송

### 특수촬영물 테마 송
- 《우리들의 바롬 1》 (ぼくらのバロム1) (〈초인 바롬 1〉 오프닝)
- 《우정의 바롬 크로스》 (友情のバロム・クロス) (〈초인 바롬 1〉 엔딩)
- 《아라시여 외쳐라》 (嵐よ叫べ) (〈변신닌자 아라시〉 오프닝)
- 《우리들은 닌자》 (われらは忍者) (〈변신닌자 아라시〉 엔딩)
- 《사부로의 테마》 (三郎のテーマ) (〈인조인간 키카이더〉 삽입곡)
- 《하카이다의 노래》 (ハカイダーの歌) (〈인조인간 키카이더〉 삽입곡)
- 《가라! 고드맨》 (行け!ゴッドマン) (〈가라! 고드맨〉 오프닝) “야마모토 이치로 (山本一郎)” 명의
- 《소년 가면 라이더 대의 노래》 (少年仮面ライダー隊の歌) (〈가면 라이더 V3〉 초대 엔딩)
- 《로봇 형사》 (ロボット刑事) (〈로봇 형사〉 오프닝)
- 《전진하라 로봇 형사》 (進めロボット刑事) (〈로봇 형사〉 엔딩)
- 《백사자 가면의 노래》 (白獅子仮面の歌) (〈백사자 가면〉 오프닝)
- 《체스트! 체스트! 이나즈맨》 (チェスト!チェスト!イナズマン) (〈이나즈맨〉 엔딩)
- 《셋업! 가면 라이더 X》 (セタップ!仮面ライダーX) (〈가면 라이더 X〉 오프닝)
- 《나는 X 카이조그》 (おれはXカイゾーグ) (〈가면 라이더 X〉 엔딩)
- 《이나즈맨 액션》 (イナズマン・アクション) (〈이나즈맨 F〉 엔딩)
- 《힘내라 로보콘》 (がんばれロボコン) (〈힘내라!! 로보콘〉 초대 오프닝)
- 《우리 로보콘 로보트지》 (おいらロボコンロボットだい!) (힘내라!! 로보콘」 2대째 오프닝)
- 《우리 로보콘 세계 제일》 (おいらロボコン世界一) (〈힘내라!! 로보콘〉 초대 엔딩)
- 《로보콘 선창》 (ロボコン音頭) (〈힘내라!! 로보콘〉 2대째 엔딩)
- 《달려라!! 로보콘 운동회》 (走れ!!ロボコン運動会) (〈힘내라!! 로보콘〉 3대째 엔딩)
- 《로보콘 갓츠라콘》 (ロボコン ガッツラコン) (〈힘내라!! 로보콘〉 4대째 엔딩)
- 《모험 록배트》 (冒険ロックバット) (〈모험 록배트〉 오프닝)
- 《철의 왕자 브레이저》 (鉄のプリンス・ブレイザー) (〈모험 록배트〉 엔딩)
- 《가면 라이더 스트롱거의 노래》 (仮面ライダーストロンガーのうた) (〈가면 라이더 스트롱거〉 오프닝)
- 《오늘도 싸운다 스트롱거》 (きょうもたたかうストロンガー) (〈가면 라이더 스트롱거〉 2대째 엔딩)
- 《스트롱거 액션》 (ストロンガーアクション) (〈가면 라이더 스트롱거〉 3대째 엔딩)
- 《간다! BD7》 (行くぞ!BD7) (〈소년 탐정단〉 오프닝)
- 《소년 탐정단의 노래》 (少年探偵団のうた) (〈소년 탐정단〉 엔딩)
- 《승리다! 아크마이저 3》 (勝利だ!アクマイザー3) (〈아크마이저 3〉 오프닝)
- 《나아가라 자이다벡크》 (すすめザイダベック) (〈아크마이저 3〉 엔딩)
- 《빛나는 태양 카게 스타》 (輝く太陽カゲスター) (「더 카게 스타」 오프닝)
- 《스타! 스타! 카게 스타》 (スター!スター!カゲスター) (「더 카게 스타」 엔딩)
- 《싸워라! 닌자 캡터》 (斗え!忍者キャプター) (「닌자 캡터」 오프닝)
- 《넓은 하늘의 캡터》 (大空のキャプター) (「닌자 캡터」 엔딩)
- 《지옥의 즈배트》 (地獄のズバット) (「쾌걸 즈배트」 오프닝)
- 《남자는 혼자 길을 간다》 (男はひとり道をゆく) (「쾌걸 즈배트」 엔딩)
- 《오!! 대철인 원세븐》 (オー!!大鉄人ワンセブン) (「대철인 17」 오프닝)
- 《원세븐 찬가》 (ワンセブン讃歌) (「대철인 17」 엔딩)
- 《공룡전대 코세이돈》 (恐竜戦隊コセイドン) (「공룡전대 코세이돈」 오프닝)
- 《코세이돈 마치》 (コセイドンマーチ) (「공룡전대 코세이돈」 엔딩)
- 《배틀 피버 찬가》 (バトルフィーバー讃歌) (「배틀 피버 J」 삽입곡)
- 《배틀 피버 대출격》 (バトルフィーバー大出撃) (「배틀 피버 J」 삽입곡)
- 《가라! 가라! 메가로맨》 (行け!行け!メガロマン) (「불길의 초인 메가로맨」 오프닝)
- 《우리 마음의 로젯타 별》 (我が心のロゼッタ星) (「불길의 초인 메가로맨」 엔딩)
- 《불타라! 가면 라이더》 (燃えろ!仮面ライダー) (「가면 라이더 (스카이 라이더)」 초대 오프닝)
- 《남자의 이름은 가면 라이더》 (男の名は仮面ライダー) (「가면 라이더 (스카이 라이더)」 2대째 오프닝)
- 《아득한 사랑을 걸고서》 (はるかなる愛にかけて) (「가면 라이더 (스카이 라이더)」 초대 엔딩)
- 《빛나라! 8인 라이더》 (輝け!8人ライダー) (「가면 라이더 (스카이 라이더)」 2대째 엔딩)
- 《주니어 라이더대의 노래》 (ジュニアライダー隊の歌) (「가면 라이더 슈퍼 1」 2대째 엔딩)
- 《내일이 있어》 (あしたがあるさ) (「태양전대 선발칸」 삽입곡)
- 《바다가 부르고 있다》 (海が呼んでいる) (「태양전대 선발칸」 삽입곡)
- 《빛나라! 선발칸》 (輝け!サンバルカン) (「태양전대 선발칸」 삽입곡)
- 《너는 팬서》 (君はパンサー) (「태양전대 선발칸」 삽입곡)
- 《태양 마치》 (太陽マーチ) (「태양전대 선발칸」 삽입곡)
- 《안드로메로스》 (アンドロメロス) (「안드로메로스」 오프닝)
- 《돌아오라 안드로메로스》 (帰ってこいよアンドロメロス) (「안드로메로스」 엔딩)
- 《시공전사 스필반》 (時空戦士スピルバン) (「시공전사 스필반」 오프닝)
- 《너의 동료다 스필반》 (君の仲間だスピルバン) (「시공전사 스필반」 초대 엔딩)
- 《결정이다! 스필반》 (結晶だ!スピルバン) (「시공전사 스필반」 2대째 엔딩)
- 《타임 리미트》 (タイムリミット) (「초인기 메탈더」 엔딩)
- 《영원을 위해 너를 위해》 (永遠のために君のために) (「가면 라이더 BLACK RX」 삽입곡)
- 《저스트 기가스트리머》 (ジャスト・ギガストリーマー) (「특경 윈스펙터」 삽입곡)
- 《용자 윈스펙터》 (勇者ウインスペクター) (「특경 윈스펙터」 삽입곡)
- 《꿈도 하나의 동료들》 (夢もひとつの仲間たち) (「특경 윈스펙터」 삽입곡)
- 《외쳐라! 보이스랏거》 (ほえろ!ボイスラッガー) (「보이스랏거」 오프닝)
- 《삼바 de 가오렌》 (サンバ de ガオレン) (「백수전대 가오레인저」 삽입곡)
- 《백수합체! 가오킹》 (百獣合体!ガオキング) (「백수전대 가오레인저」 삽입곡)
- 《Song For Magitopia》 (마법전대 마지레인저 극장판 삽입곡, 카게야마 히로노부, 쿠시다 아키라와 함께 함)
- 《Never Ending Voyage》 (굉굉전대 보우켄저 삽입곡)
- 《타오》 (道 / タオ) (「수권전대 게키레인저」 엔딩)
- 《드라스틱! 그랜디온》 (ドラスティック・グランディオン) (「천장전대 고세이저」 삽입곡)

### 기타
- 《쵼마게 마치》 (ちょんまげマーチ) (오까아상또 잇쇼)
- 《킨키라 체조》 (キンキラ体操) (안녕! 어린이 쇼)
- 《골든 룰 ~넌 아직 지지 않았어!~》 (Golden Rule~君はまだ負けてない!~) (쾌진격 TV우타에몽)
- 슈퍼 로봇 대전 시리즈
- 《숨막힐 듯이 더운거야》 (あつくるしいぜ) (NHK 드라마 사랑의 시 「요리소년 K타로」 오프닝 주제가)
- 《무적의 영웅 닥터K》 (無敵の英雄ドクターK) (킨테츠 버퍼로즈 공인 / 노모 히데오 공식 응원가)
- 《우리들이 패자 후쿠오카 다이에 호크스》 (我らが覇者福岡ダイエーホークス) (후쿠오카 다이에 호크스 응원가)
- 《타올라라 드래건스! 2002》 (燃えよドラゴンズ!2002) / 《타올라라 드래건스! 나고야 돔 합창편》 (燃えよドラゴンズ！ナゴヤドーム合唱編) (주니치 드래건스 응원가)
- 《투혼을 담아》 (闘魂こめて) (요미우리 자이언츠 응원가)
- 《타올라라 드래건스! 2004》 (燃えよドラゴンズ!2004)
- 《타올라라 드래건스! 2005》 (燃えよドラゴンズ!2005)
- 《제브라맨 노래》 (ゼブラーマンの歌) (영화 「제브라맨」 작중곡)
- 《OHA OHA FIGHT!》 (오하스타 잔켄의 테마 / 「미즈킹 (ミズキング)」 명의)
- 《코모로 짜잔 쇼》 (こもろドカンショ) (고모로시 / 고모로 시민 축제 악곡)
- 《훈 훈 훈코로가시》 (フン・フン・フンコロガシ) (무시마루Q)
- 《호석! 초신 네이가 ~봐이지만~》 (豪石!超神ネイガー~見だがおめだぢ~) (아키타 현의 로컬 히어로 「초신 네이가」의 테마)
- 《IT IS NOT THIS! 코레쟈나이 로보!》 (IT IS NOT THIS!コレジャナイロボ!) (타로 상점의 완구 「코레자나이 로보」의 테마)
- 《초닌자대 이나즈마!》 (超忍者隊イナズマ!) (오리지널 특수촬영 비디오 「초닌자대 이나즈마!」의 테마)
- 《무슨 이 정도 보자기 맨》 (なんのこれしき　ふろしきマン) (NHK모두의 노래 2007년 12월 - 2008년 1월까지 방송 예정)

## 주요 출연 작품

### TV 애니메이션
- 《코랄의 탐험》 (헤크타)
- 《우주공모 블루노아》 (비행대장 / 비응상)
- 《축! 해피☆럭키 빅리먼》 (라☆킨)

### OVA
- 《파사대성 당가이오》 (욜도)

### 게임
- 《제3차 슈퍼 로봇 대전α 종언의 은하로》 (영제 케이사르 에페스)
- 《보보보보 보보보》 《엽기 축제》 (《보보보보 보보보》 ＜애니메이션의 성우는 코야스 타케히토＞ / 주제가)
- 《스즈키 폭발》 《무적합체 건더의 테마》 (無敵合体ガンダーのテーマ) (극중가)
- 《팝픈뮤직》 시리즈
  - 《팝픈뮤직2》 (《날개쳐라! 더 그레이트 갬블러》(はばたけ!ザ・グレートギャンブラー) ＜장르명: 애니메이션 히어로 R＞ 가창)
  - 《팝픈뮤직 애니메이션 멜로디》 (《마징가Z》, 《캡틴 하록》 가창)
  - 《팝픈뮤직6》 (《날개쳐라! 더 그레이트 갬블러》(はばたけ!ザ・グレートギャンブラー) ＜장르명: 애니메이션 히어로 R＞ 가창)
  - 《팝픈뮤직9》 (《날개쳐라! 더 그레이트 갬블러》(はばたけ!ザ・グレートギャンブラー) ＜장르명: 애니메이션 히어로 R＞ 가창)
  - 《팝픈뮤직10》 (《마징가Z》(マジンガーZ) ＜장르명: 마징가＞ 가창)
  - 《팝픈뮤직11》 (《바벨 2세》(バビル二世) ＜장르명: 바벨 2세＞ 가창)
- 《태고의 달인 멋진! 애니메이션 스페셜》 (《울려퍼져라! 태고의 달인》(響け!太鼓の達人) 《반드시 더더욱 계속》(きっと　もっと　ずっと) 《합체! 돈레인저 로보》(合体!ドンレンジャーロボ) 가창)

### 실사
- 《초인 바롬 1》
- 《변신닌자 아라시》
- 《이나즈맨 F》
- 《시공전사 스필반》 (벤 박사)
- 《보이스랏거》 (보이스랏거 골드)
- 《요리소년 K타로》
- 《초닌자대 이나즈마!! SPARK》 (미즈키 쇼류사이)

### 음악 프로그램
- 《쾌진격 TV우타에몽》 (후지테레비 / 1999년 / 24시간 라이브의 중계도)
- 《우타와라 핫 힛10》 《우타와라》 (니혼테레비)
- 《카스페! 영구 보존판!다함께 노래하자!애니메이션 송 카운트다운2006》 (후지 텔레비전 / 2006년 2월 7일)
- 《BS 영원의 음악 애니메이션 주제가 대전집》 (NHK BS-2 / 2005년 )

### 버라이어티
- 《오하스타》 (테레비 도쿄 / 「미즈킹」으로서 출연)
- 《다운타운의 가키노 츠카이 아라헨데!!》 (니혼테레비 / 2006년 12월 31일 / 주유소의 점원역)
- 《링컨 2시간 스페셜!》 (TBS / 2007년 3월 20일 / 원 프레이즈 가라오케에 게스트 출연)
- 《후지야마☆스타아》 (간사이 TV 방송=오사카 로컬 / 2007년 5월 18일 / 호리에 미쓰코도 도중부터 출연)
- 《더 베스트 하우스 123》 (후지 텔레비전)

### 텔레비전 기타
- 《패밀리 탐험대》 (패밀리 극장 / 2000년 9월도 게스트)
- 《클로즈 업 아키타》 (NHK 종합 텔레비전 (아키타 로컬) / 초신 네이가 관련으로 출연)
- 《자각 테레비》 (후지 텔레비전 / 2006년 2월 20일 「광인원」에 등장)
- 《스튜디오 파크로부터 안녕하세요》 (NHK 2007년 12월 6일)

### 나레이션
- 《오이타현 국민건강보험 단체 연합회 국운 건강한 토크》 (OBS, TOS, OAB)
- 《청춘 미션 J×3》 (NHK 종합 텔레비전 / 2007년 5월 4일) - 주제가도 담당

### 라디오
- 《미드나이트 플라자》 (RF라디오닛폰)
- 《미즈키 이치로의 아직 일어납니까?》 (규슈 아사히 방송)
- 《심야 방송 No.1》 (RF라디오닛폰)
- 《라디오 슈퍼 로봇 스피리츠》 (분카 방송 / 메인 퍼스낼러티)
- 《코사킨 DE 와오!》 (TBS 라디오) - 게스트 출연 회수로서는 동프로그램 제일.
- 《오늘은 하루 "애니송" 삼매 SS (세컨드 스테이지)》 (NHK-FM) - 사회로서 등장. 상, 이 프로그램에서 미즈키 이치로는 처음으로 츤데레를 알았다 (지금까지 몰랐다).
- 《나인티나인의 올나잇 일본》 - 게스트로서 등장.

## 서적
- 《애니송 - 가수 미즈키 이치로 30주년 기념 열혈 사진집》 (1999년 / 하세베 히토시 / 오크라 출판) ISBN 4-8727-8461-8
- 《아니키 혼 ~애니메 송의 제왕 / 미즈키 이치로의 서~》 (2000년 / 미즈키 이치로 & Project Ichiro 저 / 아스펙트 간) ISBN 4-7572-0719-0

## 같이 보기
- 호리에 미쓰코
- 시몬 마사토
- 카게야마 히로노부
- 사사키 이사오
- 오스기 쿠미코
- 카오리 쿠미코
- 아카시야 산마
- 쇼후쿠테이 츠루베
- 덴도 요시미
- 사카이 마사아키
- 아사미 아키오
- 와타나베 미치아키
- 이노우에 아즈미
- 오하시 쿄센
- 하라 타이라
- JAM Project
- 오구라 토모아키 (중학의 동급생)
- 모리츠구 코지